# Thompson (circonscription électorale)
Pour les articles homonymes, voir Thompson.
Circonscription électorale provinciale du Canada
Thompson est une circonscription électorale provinciale du Manitoba (Canada).

## Liste des députés
| Thompson | Thompson          | Thompson                  | Thompson       | Thompson    | Thompson |
| Nom      | Nom               | Parti                     | Mandat         | Législature |          |
| -------- | ----------------- | ------------------------- | -------------- | ----------- | -------- |
|          | Joseph Borowski   | Néo-démocrate             | 1969 - 1972    | 29e         |          |
|          | Joseph Borowski   | Néo-démocrate indépendant | 1972 - 1973    | 29e         |          |
|          | Ken Dillen        | Néo-démocrate             | 1973 - 1977    | 30e         |          |
|          | Ken MacMaster     | Progressiste-conservateur | 1977 - 1981    | 31e         |          |
|          | Steve Ashton (en) | Néo-démocrate             | 1981 - 1986    | 32e         |          |
|          | Steve Ashton (en) | Néo-démocrate             | 1986 - 1988    | 33e         |          |
|          | Steve Ashton (en) | Néo-démocrate             | 1988 - 1990    | 34e         |          |
|          | Steve Ashton (en) | Néo-démocrate             | 1990 - 1995    | 35e         |          |
|          | Steve Ashton (en) | Néo-démocrate             | 1995 - 1999    | 36e         |          |
|          | Steve Ashton (en) | Néo-démocrate             | 1999 - 2003    | 37e         |          |
|          | Steve Ashton (en) | Néo-démocrate             | 2003 - 2007    | 38e         |          |
|          | Steve Ashton (en) | Néo-démocrate             | 2007 - 2011    | 39e         |          |
|          | Steve Ashton (en) | Néo-démocrate             | 2011 - 2016    | 40e         |          |
|          | Kelly Bindle      | Progressiste-conservateur | 2016 - 2019    | 41e         |          |
|          | Danielle Adams    | Néo-démocrate             | 2019 - 2021    | 42e         |          |
|          | Eric Redhead (en) | Néo-démocrate             | 2022 - 2023    | 42e         |          |
|          | Eric Redhead (en) | Néo-démocrate             | 2023 - présent | 43e         |          |